# Velanne
Velanne település Franciaországban, Isère megyében. Lakosainak száma 568 fő (2022. január 1.). Velanne Pressins, Saint-Bueil, Saint-Geoire-en-Valdaine, Saint-Jean-d’Avelanne, Saint-Martin-de-Vaulserre, Saint-Sulpice-des-Rivoires és Les Abrets-en-Dauphiné községekkel határos.

## Népesség
A település népessége az elmúlt években az alábbi módon változott:
| Lakosok száma | 270  | 287  | 383  | 463  | 511  | 524  | 537  | 561  | 562  | 568  |
|               | 1968 | 1982 | 1990 | 2006 | 2013 | 2015 | 2017 | 2019 | 2020 | 2022 |